# 亞述學
亞述學是從歷史、語言與考古來研究古代美索不達米亞與鄰近文化的一門學科。亞述學的範圍不只包括亞述，也包含蘇美與巴比倫等文化。

## 介绍
亚述学不仅是对亚述的历史和语言学研究考古，而且是对整个美索不达米亚（涵盖今天的现代伊拉克，叙利亚东北部，南部，土耳其东部，伊朗西北部和西南部）的整个考古学以及使用楔形文字的相关文化。该领域包括苏美尔，苏美罗-阿卡德早期的城市、城邦，阿卡德帝国，埃布拉，亚述和亚述帝国的亚述，巴比伦和西兰王朝，美索不达米亚南部的外国移民王朝，包括： 古田人，阿莫里人，Kassites，Arameans，Suteans和Chaldeans，以及一定程度的后帝国阿契美尼德·亚述，阿修罗，埃伯·纳里，亚述（罗马省）和阿苏里斯坦，以及后来的新亚述国家，如阿迪亚本尼，奥斯路尼 ，哈特拉，贝丝·努哈德拉和贝丝·加迈，直到公元7世纪中叶阿拉伯入侵和伊斯兰征服为止。一些亚述学家还写了亚述人以及曼达斯人直至今天的亚述的连续性。
这些苏美罗-阿卡德人和亚述-巴比伦人的文化所保存的大量楔形文字黏土片为这一时期的研究提供了巨大的资源。在考古学上，该地区乃至世界上最早的城市和城市国家对于研究城市化的增长具有无价的价值。
学者要发展出对美索不达米亚两种主要语言的熟练程度：阿卡德语（包括其主要方言）和苏美尔语。 此外，熟悉诸如希伯来语，赫梯语，埃拉姆语，赫尔里安语，印度-安纳托利亚语，帝国亚拉姆语，东方亚拉姆方言，旧波斯语和迦南语之类的邻国语言对于比较而言是有用的，并且使用几百个核心的书写系统的知识也非常有用的迹象。 现在存在许多重要的语法研究和词汇辅助工具。 尽管学者可以从大量文学作品中汲取灵感，但有些书写板却被打碎了，或者在文学文本中，可能有很多复制品，语言和语法常常是奥秘的。 此外，学者们必须能够阅读和理解现代英语，法语和德语，因为重要的参考书，词典和期刊都以这些语言出版。

## 历史

### 从古典到现代发掘
几世纪以来，欧洲对美索不达米亚的了解主要局限于通常疑似是古典资源以及圣经著作。从中世纪开始，就散布着古代美索不达米亚遗址的报道。早在12世纪，尼德维的废墟就由图德拉的本杰明（又名约拿的本杰明之子）正确地识别出来。巴比伦市的识别是由彼得罗·德拉·瓦勒（Pietro Della Valle）在1616年做出的。彼得罗不仅对现场进行了细致的描述，而且还把在尼尼微和乌尔发现的铭刻砖带回了欧洲。

### 18世纪
在1761年至1767年之间，丹麦数学家卡斯滕·尼布尔在波斯波利斯抄写了楔形文字以及尼尼微的素描和素描，随后不久，法国植物学家和探险家安德烈·米肖出售了法国国家图书馆。巴黎在巴格达附近发现了一块铭刻的边界石。美索不达米亚的第一个已知考古发掘是由巴格达教皇牧师阿贝·博尚领导的，发掘了现在被称为“巴比伦狮子”的雕塑。阿尚·波尚（AbbéBeauchamp）的旅行回忆录于1790年出版，在学术界引起了轰动，引起了许多考古学和学术界对中东的考察。1811年，英国人克劳迪乌斯·詹姆斯·里奇（Claudius James Rich）成为巴格达东印度公司的居民，他开始检查和绘制巴比伦和尼尼微的遗迹，并收集了许多铭刻的砖，碑，边界石和圆柱，其中包括著名的尼布甲尼兹·埃扎尔Cylinder和Sennacherib Cylinder的收藏品，构成了大英博物馆美索不达米亚古物收藏的核心。在他34岁那年过早去世之前，他在巴比伦的废墟上写下了两本回忆录，并在其中发现了铭文，可以说有两部作品“标志着亚述学的诞生和相关的楔形文字研究”。

### 楔形文字的解密
在早期的亚述学中，学者们必须克服的最大障碍之一是破译在美索不达米亚遗址上发现的许多人工制品和废墟上的三角形标记。这些标记在1700年被托马斯·海德（Thomas Hyde）称为“楔形文字”，长期以来一直被认为只是装饰品。 直到18世纪末，它们才被认为是书写文字。
1778年，丹麦数学家卡斯滕·尼布尔发表了波斯波利斯遗址上的三种三语铭文的准确版本。尼布尔表明，这些铭文是从左到右书写的，并且三个铭文中的每一个都包含三种不同类型的楔形文字，他将其分别标记为I级，II级和III级。 I类被确定为字母，由44个字符组成，并用波斯语书写。它是由乔治·弗里德里希·格罗特芬德和亨利·克雷斯维克·罗林森于1802年至1848年间首次破译的。第二类文字II类被证明更难翻译。1850年，爱德华·欣克斯发表了一篇论文，显示II类不是按字母顺序排列的，实际上是音节和表意的，因此在1850年至1859年之间进行了翻译。该语言最初被称为巴比伦语或亚述语，但具有现在被称为阿卡德语。
从1850年开始，越来越多的人怀疑古巴比伦和亚述的塞米特人不是楔形文字写作系统的发明者，而是从其他语言和文化中借用的。1850年，爱德华·欣克斯发表了一篇论文，暗示楔形文字是由一些在巴比伦闪米特人之前出现的非犹太人发明的。1853年，罗林森得出了类似的结论，三级铭文被认为是用这种更古老的语言写成的，该语言后来被称为“阿卡德语”或“ Scythian”，但现在被称为苏美尔语。 这是现代学术界的第一个迹象，表明这种古老的文化和人，即苏美尔人完全存在。

### 系统性挖掘
美索不达米亚文物的系统挖掘工作于1842年由法国驻摩苏尔领事Paul-ÉmileBotta认真开始。P.E.的发掘 Bohor在霍尔萨巴德（Khorsabad）和奥斯汀·亨利·莱亚德，（1845年起）在Nimrud和Nineveh，以及楔形文字体系的成功破译开辟了一个新世界。  莱亚德在亚述巴尼拔图书馆的发现使重建亚述和巴比伦尼亚的古代生活和历史的资料交到了学者手中。 他也是第一个在巴比伦尼亚发掘的人，那里的C.J. Rich已经完成了有益的地形工作。  W.K.继续在拉亚德（Layard）进行发掘。 洛夫图斯（Loftus）也曾在苏萨（Susa）开沟，还有朱利叶斯·奥珀特（Julius Oppert）代表法国政府开沟。 但是直到19世纪后半叶，才尝试进行类似系统的探索。
1876年乔治·史密斯（George Smith）在阿勒颇逝世后，带领大英博物馆（1877–1879）进行了一次考察，以继续他在尼尼微及其周边地区的工作。 在摩苏尔以东15英里处的亚述人称巴劳拉特（Balaw〜t）土墩的发掘，称其为伊姆古尔·贝尔（Imgur-Bel），导致阿淑尔纳西尔帕二世（883 BC）发现了一座献给梦想之神的小寺庙，里面装有石制保险箱或 柜子里有两个刻有矩形的雪花石膏桌，还有一个被巴比伦人摧毁但被沙勒曼尼瑟三世（Shalmaneser III，公元前858年）修复的宫殿。 从后者出来的是带有锤刻浮雕的青铜门，现在已在大英博物馆中。
尼姆鲁德（卡拉）的Ashurbanipal宫殿的遗骸也被发掘，数百块搪瓷砖被拆除。 两年后（1880–1881年），拉萨姆被派往巴比伦尼亚，在那里他发现了阿布-哈巴（Sbupara）的西帕拉（Sippara）太阳神庙的所在地，因此确定了两个西帕拉（Sipparas）或Sepharvaim的位置。 阿布哈巴（Abu-Habba）位于巴格达（Bagdad）西南，在幼发拉底河和底格里斯河之间，在运河的南侧，曾经曾经是幼发拉底河的主要代表，女神安妮特（Anunit）的西帕拉（Sippara）现在是迪尔（Dir），在其对面 银行。
同时（1877–1881年），法国领事欧内斯特·德·萨泽克（Ernest de Sarzec）曾在古吉尔苏（Girsu）的特洛（Telloh）进行挖掘，并发现了前犹太时代的纪念碑。 其中包括现在在卢浮宫中的古迪亚（Gudea）的闪石雕像，其石头（根据碑文铭文）是从西奈半岛的马甘带来的。 随后在特洛（Telloh）及其附近地区进行的de Sarzec发掘使这座城市的历史可以追溯到至少公元前4000年，并进行了收藏。 在古迪亚时代（约公元前2100年），已发现有30,000多个药片被摆放在架子上。
1886年至1887年，在罗伯特·科德维博士（Robert Koldewey）的带领下，德国探险队探索了El Hiba的墓地（就在Telloh的南部），这使我们第一次熟悉了古代巴比伦的丧葬习俗。  1899年，Orientgesellschaft派遣了另一支德国远征队，目的是探索巴比伦的废墟。 尼布甲尼撒皇宫和大游行之路都被裸露了，W。安德雷博士随后在阿苏尔（Assur）的加拉特谢尔喀特（Qal'at Sherqat）进行了发掘。
甚至土耳其政府也没有让勘探工作保持超然状态，伊斯坦布尔博物馆中装满了V. Scheil在1897年在Sippara遗址上发现的平板电脑。雅克·德·摩根（Jacques de Morgan）在苏萨（Susa）极为重要的工作超出了巴比伦的界限。 但是，并非如此，在1889年至1900年之间，比斯马亚的班克斯（Ijdab）以及在尼普布尔的宾夕法尼亚大学的美国发掘（1903-1904） 艾尔利勒神庙（El-lil），将一层又一层的碎片清除掉，并将废墟中的部分切割成原始土壤。 丘陵中部是一个大砖块的平台，上面刻有阿卡德的萨贡和他的儿子纳拉姆辛（公元前2300年）的名字。 由于上方的残骸厚34英尺，最上层不晚于帕提斯时代（HV Hilprecht，巴比伦探险队，第23页），因此计算得出人行道下方的残骸厚30英尺，必须代表 大约3000年的时间，尤其是在铺设人行道之前必须对旧建筑进行平整。 然而，在发掘的最深处，仍然发现了刻有铭文的陶土碑和碎石花瓶的碎片，尽管上面的楔形文字非常古老，有时甚至保留了原始的绘画形式。

## 外部連結
- Cuneiform Digital Library Initiative（页面存档备份，存于）
- Digital Corpus of Cuneiform Lexical Texts
- Electronic Text Corpus of Sumerian Literature（页面存档备份，存于）
- Pennsylvania Sumerian Dictionary